# بريتلينغ
بريتلينغ هي شركة لصناعة الساعات السويسرية. تتخذ من مدينة غرنتشن في سويسرا مقراً لها. تأسست الشركة في عام 1884 في مدينة غرنتشن، وتقوم بتصميم وتطوير وتصنيع وتوزيع ساعات الكرونومتر. تشتهر الشركة بتصنيع ساعات الكرونومتر فائقة الدقة التي يستخدمها الطيارون على نطاق واسع في رحلاتهم الجوية.